# Philip Warwick
Sir Philip Warwick (* 24. Dezember 1609 in Westminster; † 15. Januar 1683 vermutlich in Chislehurst, Kent) war ein englischer Schriftsteller und Politiker. Er wurde bekannt durch seine Erinnerungen Memoirs of the reigne of King Charles I, with a continuation to the happy restoration of King Charles II (1675/77).

## Leben
Der Sohn des Organisten von Westminster Abbey, Thomas Warwick, besuchte das Eton College, machte eine Auslandsreise und wurde 1636 Sekretär des Lord High Treasurer William Juxon. Später war er Mitglied des Long Parliament von 1640 bis 1644 für New Radnor Boroughs. Er stimmte gegen die Bill of Attainder, die Verurteilung Straffords, und folgte Karl I. nach Oxford. Er kämpfte bei der Schlacht von Edgehill und wurde einer der königlichen Sekretäre während der Verhandlungen mit dem Parlament in Hampton Court Palace.
Warwick blieb in England und war loyal zu Karl II. während des English Commonwealth. 1660 schlug der König ihn zum Ritter, 1641 wurde er erneut Parlamentsmitglied für Westminster und Sekretär des Lord Treasurer, Lord Southampton, bis Mai 1667.
Warwicks einziger Sohn, der jüngere Philip Warwick (1640–1683), diente als Gesandter in Schweden 1680 bis 1683.

## Einzelbelege
1. ↑  New York Public Library: Memoirs of the Reign of King Charles the First. J. Ballantyne, 1813 (archive.org [abgerufen am 19. Januar 2020]).
2. ↑  A. N. L. Grosjean, 'Warwick, Philip (getauft 1640, † 1683)', Oxford Dictionary of National Biography, Oxford University Press, 2004

| Personendaten    | Personendaten                           |
| ---------------- | --------------------------------------- |
| NAME             | Warwick, Philip                         |
| KURZBESCHREIBUNG | englischer Schriftsteller und Politiker |
| GEBURTSDATUM     | 24. Dezember 1609                       |
| GEBURTSORT       | Westminster                             |
| STERBEDATUM      | 15. Januar 1683                         |